# المجد لله في العلى

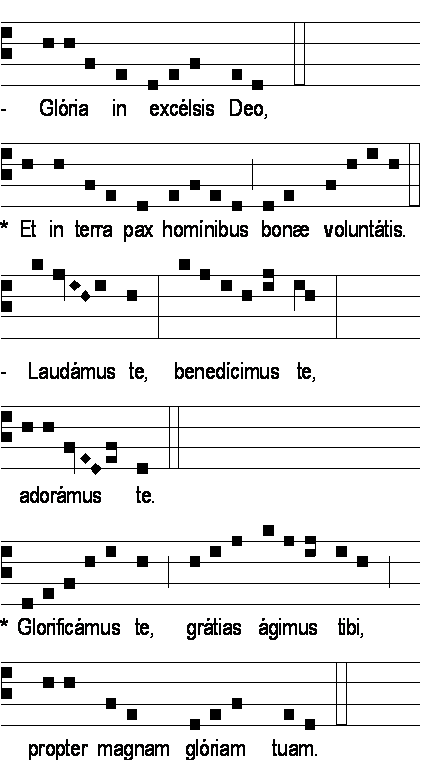

نشيد «المَجْد لله في العُلَى» (باللاتينية: Gloria) وهو صلاة مسيحية تدعى أيضاً «المَجْدَلَة الكُبْرَى» (باللاتينية: Doxologia Major). إنها ترنيمة مديح ترنم أو تقال أثناء القداس الإلهي (حسب الطقس اللاتيني) بعد طلب الغفران (انظر كرياليسون) المسيحيون بيتهجون فرحاً بالرب الإله لأن رحمته عظيمة.

## وصف
إنه ترنيمة مديح للثالوث الأقدس تُعَدد فيها صفات الأقانيم الإلهية الثلاثة. أُخذت الكلمات الأولى منه من ترنيم الملائكة في بيت لحم ليلة ميلاد السيد المسيح (لوقا 2، 13-14):
أما ما تبقى من النشيد فقد تم تأليفه على شاكلة مجدلة (دوكسولوجيا) كاملة حيث كل أقنوم من أقانيم الثالوث الأقدس مذكور فيها على حدا. لا بد من القول أن ذكر الروح القدس فيه قصير وتم إضافته لاحقاً.

## لمحة تاريخية
تم تأليف هذا النشيد باللغة اليونانية في الكنيسة الشرقية منذ القرون الأولى للمسيحية ليُرنم في صلاة الصباح. النسخة اللاتينية منه تأخذ النص اليوناني الأصلي وتضيف عليه الشطرَين: «أنت وحدك العلي» (باللاتينية: Tu solus altissimus) و«مع الروح القدس» (باللاتينية: Cum Sancto Spiritu). كان النص اليوناني أطول ويتابع قائلاً: «في كل يوم أباركك، وأسبح اسمك إلى الأبد وإلى أبد الأبد»، مُلحق بحوالي عشر آيات من المزامير، وينتهي بالنشيد المثلث التقديس والمجدلة الصغرى.
أدرجت «المجدلة الكبرى» في قداس ليلة الميلاد في القرن الثاني، قد يكون البابا ثيليسفوروس (125 – 136 م) هو الذي قام بذلك ولكن المؤرخون لم يصلوا إلى تأكيد ذلك. ومن ثم، بين القرنين السادس والثامن، ولاسيما في عهد البابا سيمبليسوس (468 – 483 م)، تم توسيع نطاق تلاوتها لتشمل قداديس أخرى ومن بينها قداس عيد الثالوث الأقدس، ولكن حصراً إن كان يرأسه البابا أو أحد الأساقفة.
اعتباراً من القرن الثاني عشر، تم تعميم استخدام هذا النشيد على جميع الكهنة في أيام الآحاد والأعياد، باستثناء آحاد زمن المجيء والزمن الأربعيني (الصيام الكبير).

## استخدامات ليترجية (طقسية)
تتوضع المجدلة الكبرى في القداس الإلهي حسب الطقس اللاتيني بعد فعل التوبة (الكرياليسون) مباشرة قبل صلات الجماعة أو الصلاة الأفتتاحية. حالياً، تقال (أو ترنم) في الكنيسة الكاثوليكية الرومانية في القداديس الاحتفالية أو قداديس الأعياد (حتى ولو جاءت في زمن المجيء أو في الزمن الأربعيني)، وفي أيام الآحاد العادية (خارج زمن المجيء أو الزمن الأربعيني). كما يمكن ترنيمها لإضفاء طابع احتفالي على قداسٍ ما، ولكنها لا ترنم في قداديس التذكارات ولا في قداديس الموتى.
في التقليد اللاتيني، يبدأ الكاهن أو المرنم وحده بالجملة الأولى « Gloria in excelsis Deo » ومن ثم تبدأ جماعة المؤمنين أو الجوقة بترنيم التتمة « et in terra pax hominibus… ».

## نص النشيد

### العربية (عن النص اليوناني)
المجد لك یا مظھر النور،
المجد لله في العلى،
وعلى الأرض السلام
وفي الناس المسرة.
نسبحك
نباركك،
نسجد لك
نمجدك،

نشكرك
لأجل عظیم جلال مجدك.
أیھا الرب الملك،
الإله السماوي
الآب الضابط الكل،
أیھا الرب الابن الوحید
یسوع المسیح ویا روح القدس.

أیھا الرب الإله
یا حمل لله
یا ابن الآب
یا رافع خطیئة العالم
ارحمنا
یا رافع خطیئة العالم
تقبل تضرعنا
أیھا الجالس عن یمین الآب
وارحمنا.
لأنك أنت وحدك قدوس
أنت وحدك
الرب یسوع المسیح
في مجد لله الآب
آمین.
في كل یوم أباركك وأسبح اسمك إلى الأبد وإلى أبد الأبد.
أھلنا یا رب أن نحفظ في ھذا الیوم بغیر خطیئة.
مبارك أنت یا رب إله آبائنا، مسبح وممجد اسمك إلى الأبد وإلى أبد الأبد آمین.
لتكن یا رب رحمتك علینا كمثل اتكالنا علیك.
مبارك أنت یا رب علمني حقوقك. (ثلاثاً)
یا رب ملجأ كنت لنا في جیل وجیل. أنا قلت یا رب ارحمني واشف نفسي لأنني قد خطئت إلیك.
یا رب إلیك لجأت فعلمني أن أعمل رضاك لأنك أنت ھو إلھي.
لأن من قبلك ھي عین الحیاة وبنورك نعاین النور.
فابسط رحمتك على الذین یعرفونك.
قدوس لله، قدوس القوي، قدوس الذي لا یموت ارحمنا. (ثلاثاً)
المجد للآب والابن والروح القدس.
الآن وكل آن وإلى دھر الداھرین آمین.
قدوس الذي لا یموت ارحمنا.
قدوس لله، قدوس القوي، قدوس الذي لایموت ارحمنا.

### العربية (عن النص اللاتيني)
المجد لله في العلى،
وعلى الأرض السلام،
للناس الذين بهم المسَّرة،
نسبحك،
نباركك
نسجد لك،
نمجّدك
نشكرك من أجل عظيم مجدك،
أيها الرب الإله المَلك السماوى،
الله الآب القادر على كلّ شيء،
أيها الرب الابن الوحيد
يسوع المسيح،
أيها الرب الإله:
يا حمل الله وابن الآب،
يا حامل خطايا العالم،
إرحمْنا،
يا حامل خطايا العالم،
إقبل تضرعنا،
أيها الجالِسُ من عن يمين الآب،
إرحمنا:
لأَنك أَنت وحدك القدّوس،
أَنت وحدك الرب،
أنت وحدك العلي،
يا يسوع المسيح،
مع الروحِ القُدس
في مجد الله الآب.
آمين.

### اللاتينية
Glória in excélsis Deo

et in terra pax
homínibus bonae voluntátis.

Laudámus te,

benedícimus te,

adorámus te,

glorificámus te,

grátias ágimus tibi propter
magnam glóriam tuam,

Dómine Deus, Rex cæléstis,

Deus Pater omnípotens.

Dómine Fili Unigénite,
Iesu Christe,

Dómine Deus, Agnus Dei,
Fílius Patris,

qui tollis peccáta mundi,
miserére nobis;

qui tollis peccáta mundi,
súscipe deprecatiónem nostram.

Qui sedes ad déxteram Patris,
miserére nobis.

Quóniam tu solus Sanctus,
tu solus Dóminus,
tu solus Altíssimus,

!Iesu Christe,
cum Sancto Spíritu:
in glória Dei Patris.
Amen